# Dashkova (krater)
Dashkova är en nedslagskrater med en diameter på 45 kilometer, på planeten Venus. Dashkova har fått sitt namn efter den ryska adelsdamen Katarina Dasjkova.